# Ebbe (Vorname)
Ebbe ist ein zumeist männlicher Vorname.

## Herkunft und Bedeutung
Der Name wird zumeist im Dänischen, Schwedischen, Norwegischen (selten im Deutschen) verwendet und ist die Verkleinerungsform von Eberhard und anderer mit dem deutschen Element ebur – es bedeutet Wildschwein – beginnender Namen. Im Skandinavischen ist der Name die Verkleinerungsform von Esben.
Die weibliche Variante ist Ebba.

## Bekannte Namensträger

### Männlich
- Carl-Ebbe Andersen (1929–2009), dänischer Ruderer
- Ebbe Carlsson (1947–1992), schwedischer Journalist
- Ebbe Grims-land (1915–2015), schwedischer Komponist
- Ebbe Hamerik (1898–1951), dänischer Komponist und Dirigent
- Ebbe Hertzberg (1847–1912), norwegischer Rechtshistoriker und Volkswirt
- Ebbe Lundgaard (1944–2009), dänischer Politiker
- Ebbe Munck (1905–1974), dänischer Journalist
- Ebbe Parsner (1922–2013), dänischer Ruderer
- Ebbe Kjeld Rasmussen (1901–1959), dänischer Physiker
- Ebbe Rode (1910–1998), dänischer Schauspieler
- Ebbe Sand (* 1972), dänischer Fußballspieler
- Ebbe Schmidt Nielsen (1950–2001), dänischer Entomologe
- Ebbe Schwartz (1901–1964), dänischer Fußballfunktionär

### Weiblich
- Ebbe Weiss-Weingart (1923–2019), deutsche Goldschmiedin und Schmuckdesignerin